# شعب العرار (حزم العدين)

تعديل مصدري - تعديل

شعب العرار محلة تابعة لقرية حجرات، التابعة لعزلة بني وائل بمديرية حزم العدين إحدى مديريات محافظة إب في الجمهورية اليمنية، بلغ تعداد سكانها 32 حسب تعداد اليمن لعام 2004.